# 安维珍
安维珍（韓語：안유진，1968年—）是韩国編舞家，舞者，大学教授。 在韩国首次介绍肚皮舞，以大众化而闻名。

## 生平
安维珍1988年移民澳大利亚时，以齊娜·安（Xena Ahn）之名广为人知。安维珍从住在邻居家的女舞者那里第一次接触到了肚皮舞。 1990年代初期，他在位于土耳其多个城市的艺术学校取得了肚皮舞讲师资格。
1995年，安维珍成立韩国最早的肚皮舞专门教育机构"肚皮舞韩国"（Bellydance Korea），首次向韩国介绍了肚皮舞。 并且根据韩国人的体型和情绪，创造了新的肚皮舞风格。1998年在首尔希尔顿酒店参加了沃尔特迪斯尼韩国主办的肚皮舞表演。安有珍历任首尔综合艺术实用学校实用舞蹈学系教授，大韩肚皮舞协会理事长，肚皮舞韩国代表，出演多个广播和杂志介绍肚皮舞的同时培养了多名指导者和舞者。
安维珍于2006年2月被聘为光州女子大学舞蹈表演系初级肚皮舞课程专业课讲师。 但是2007年11月，尽管是高中毕业学历，但伪造了澳大利亚悉尼大学校长名义的毕业证明书，并提交给光州女子大学，被首尔中央地方检察院以进行伪造文件的嫌疑不拘留起诉。2008年9月13日还出演了SBS播出的中秋特辑节目《全国童颜选拔大会》，获得了冠军。安维珍毕业于高丽大学普通研究生院文化信息学硕士课程，祥明大学普通研究生院舞蹈学博士课程后，曾在祥明大学担任演唱会巴托里舞蹈系教授，并历任韩国文化体育观光部下属社团法人韩国实用舞蹈联合会会长。

## 著书
- 《让我跳舞 - 肚皮舞》（韓語：나를 춤추게 하다 - 벨리댄스，2007年）
- 《内容政策和应用人文学》（韓語：콘텐츠정책과 응용인문학，2014年）

## 获奖
- 2009年韩国艺术文化团体总联合会特别贡献奖
- 2016年韩国文化艺术委员会领导人奖
- 2016年首尔特别市市长表彰奖